# Rémi Fournier
Rémi Fournier (* 13. November 1983 in Marseille) ist ein französischer ehemaliger Fußballspieler.

## Karriere
Fournier begann seine Karriere bei der US Endoume Marseille, wo er ab der Saison 2001/02 in der vierten Liga eingesetzt wurde. 2006 wechselte er zum Drittligisten FC Martigues, bei dem er Stammspieler war. Dennoch verließ Fournier diesen nach nur einem Jahr zum Zweitligisten AC Ajaccio. Auch dort wurde er regelmäßig eingesetzt; dennoch wurde der Vertrag im Sommer 2010 nicht verlängert und Fournier war ein halbes Jahr vereinslos, ehe er im Ligakonkurrenten LB Châteauroux im Januar 2011 einen neuen Arbeitgeber fand.